# دهستان دورسون خواجه
دهستان دورسون خواجه یا دهستان یورتچی جنوبی نام دهستانی در بخش مرکزی شهرستان نیر، استان اردبیل در ایران است. براساس سرشماری مرکز آمار ایران در سال ۱۳۸۵، جمعیت آن ۵۲۶۷ نفر (۱۱۸۹ خانوار) بوده‌است.

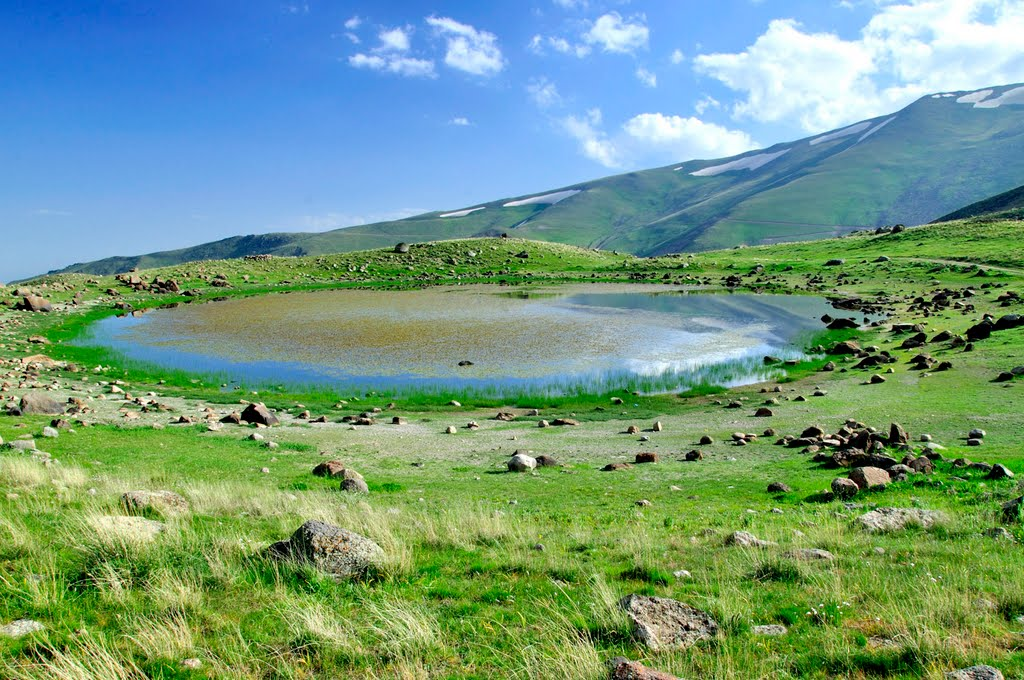
دریاچهٔ قزل گللر
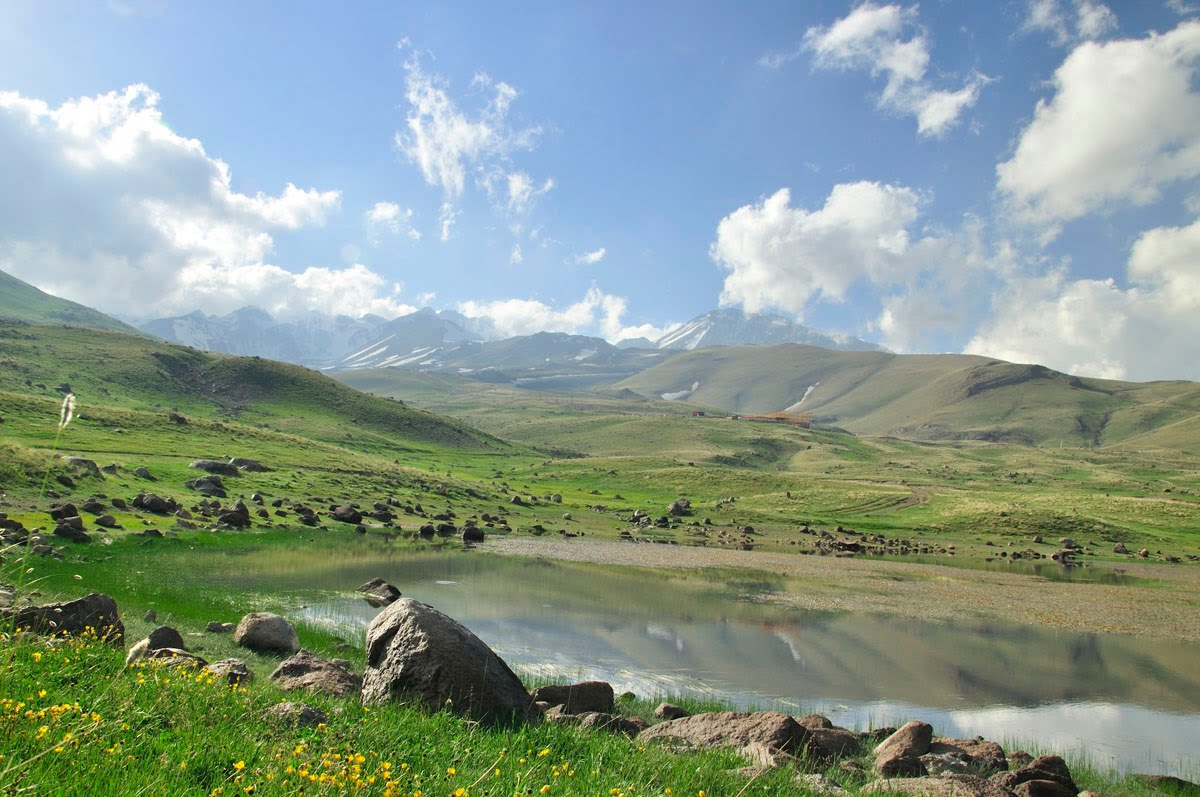
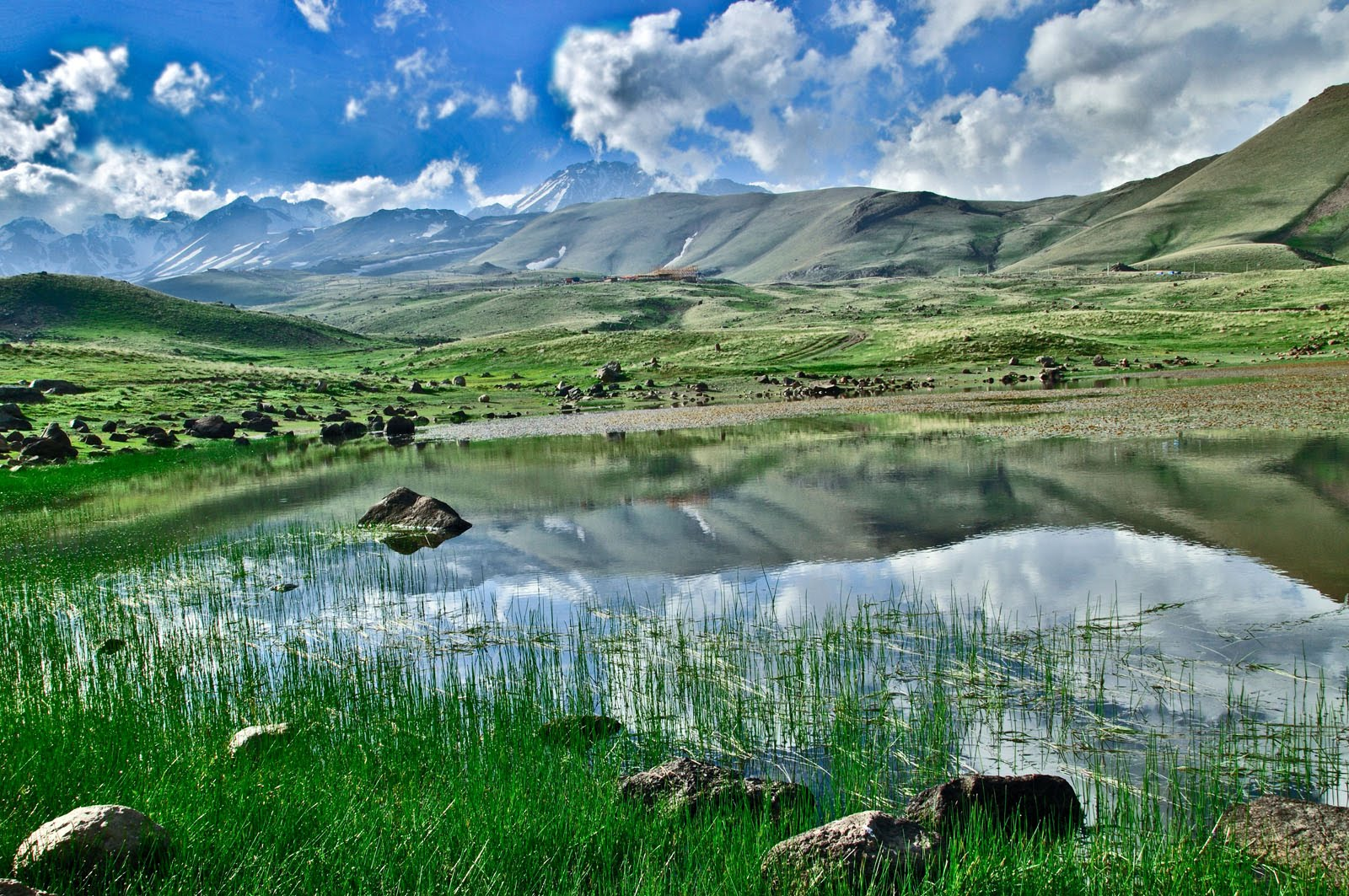